# 南極圏

南極線を赤色の線で示した図

南極圏（なんきょくけん、英: Antarctic Region）とは、南極点を中心とした高緯度地域。一般に南緯66度33分以南の、夏に白夜になることがある地域を指す。南極圏の限界線となる南緯66度33分線を南極線（なんきょくせん、英: Antarctic Circle）という。
単に南極大陸と南極海をおおまかに指すこともある。海洋学などでは、南極大陸を取り巻くように流れる南極海流の北限である南極収束線以南を指す場合もある。また、南極条約では「南極地域」を南緯60度以南としている。
ここで南極圏の限界緯度を「南緯（90°-赤道傾斜角）度」と定義した場合、地球では南緯66度33分39秒（2000年時点）より高緯度の地域となる。その場合、南極圏では12月頃に白夜、6月頃に極夜となる。その限界線（南緯66度33分線）は南極半島を横切り、南極大陸のインド洋沿岸を横切る緯線となる。